# St. Johannis (Bechhofen)

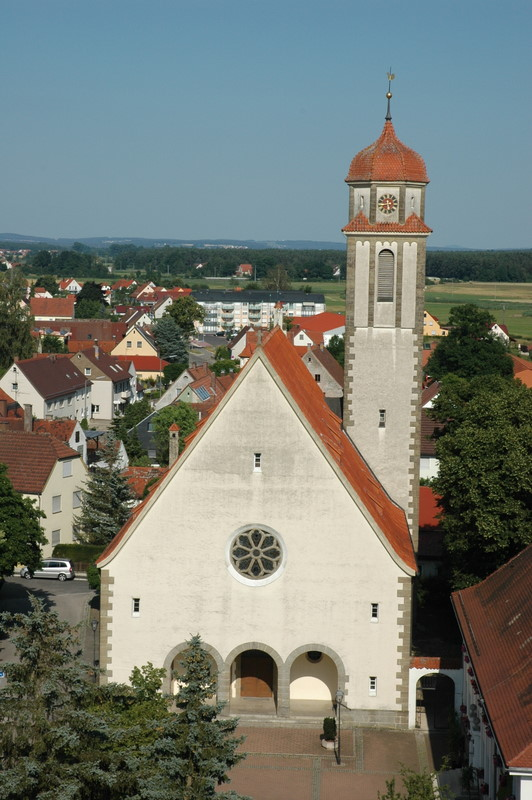
Außenansicht der Johannis-Kirche

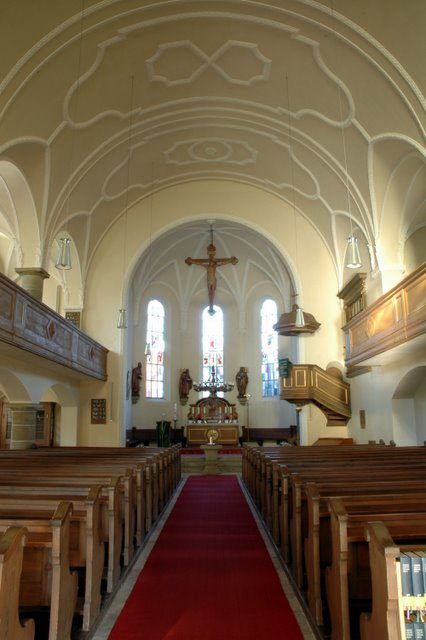
Kirchenschiff der Johannis-Kirche mit Jugendstilstuck

Die Johannis-Kirche ist eine evangelisch-lutherische Kirche in Bechhofen (Mittelfranken).

## Entstehung
Bis zum Beginn des 20. Jahrhunderts gehörte Bechhofen zur Kirchengemeinde Königshofen. Als eigenständige Kirchengemeinde besteht sie seit 1902, zunächst als Vikariat, seit 1909 als eigene Pfarrstelle. St. Georg (Sachsbach), das bisher ebenfalls eine Filiale von Königshofen war, wurde 1902 nach Bechhofen umgepfarrt.
Mit der Bevölkerungsentwicklung in der zweiten Hälfte des 19. Jahrhunderts wurde die mittelalterliche Katharinenkirche bald zu klein. Schon 1886 wurden Planungen für einen Kirchenbau unternommen, die jedoch nicht realisiert werden konnten. Als sich das Königreich Bayern mit der Summe von 60.000 Goldmark von der Baulast für die Katharinenkirche freikaufte, konnte dieser Betrag als Grundstock für den Bau einer neuen Kirche verwendet werden. Pfarrer Johann Hopfengärtner engagierte sich über Jahre hinweg für die Bauarbeiten, bei denen bis zum Jahr 1914 der Glockenturm entstand. Der Ausbruch des Ersten Weltkriegs verhinderte dann die Fortführung des Baus. Nach Kriegsende konnte weitergebaut werden. Die örtliche Bevölkerung beteiligte sich mit Geldspenden und Arbeitsleistungen in bemerkenswertem Umfang. Am 17. Dezember 1922 wurde die St.-Johannis-Kirche, die 1000 Sitzplätze umfasst, eingeweiht.
Zu Kirchengemeinde gehören neben Bechhofen die Orte Burgstallmühle, Fröschau, Heinersdorf, Voggendorf, Waffenmühle und Wiesethbruck. Sie hatte Anfang der 1990er Jahre 2100 Gemeindeglieder.

## Gestaltung
Architekt der Kirche war Carl Jäger aus München. Die Stuckornamente im Tonnengewölbe kennzeichnen das Bauwerk als Jugendstil. Die Buntglasfenster des Kirchenschiffs illustrieren Stationen aus dem Leben Jesu. Im Chorraum befinden sich Holzstatuen der vier Evangelisten, die von Max Heilmaier, Professor für figürliches Gestalten an der Kunsthistorischen Hochschule Nürnberg, geschaffen wurden. Die Statuen wurden ebenso wie das Altarbild von Hans Röhm und ein Kruzifix aus dem staatlichen Kunstfonds zur Verfügung gestellt. Im Turm der Kirche befindet sich ein vierstimmiges Geläut.

## Orgel

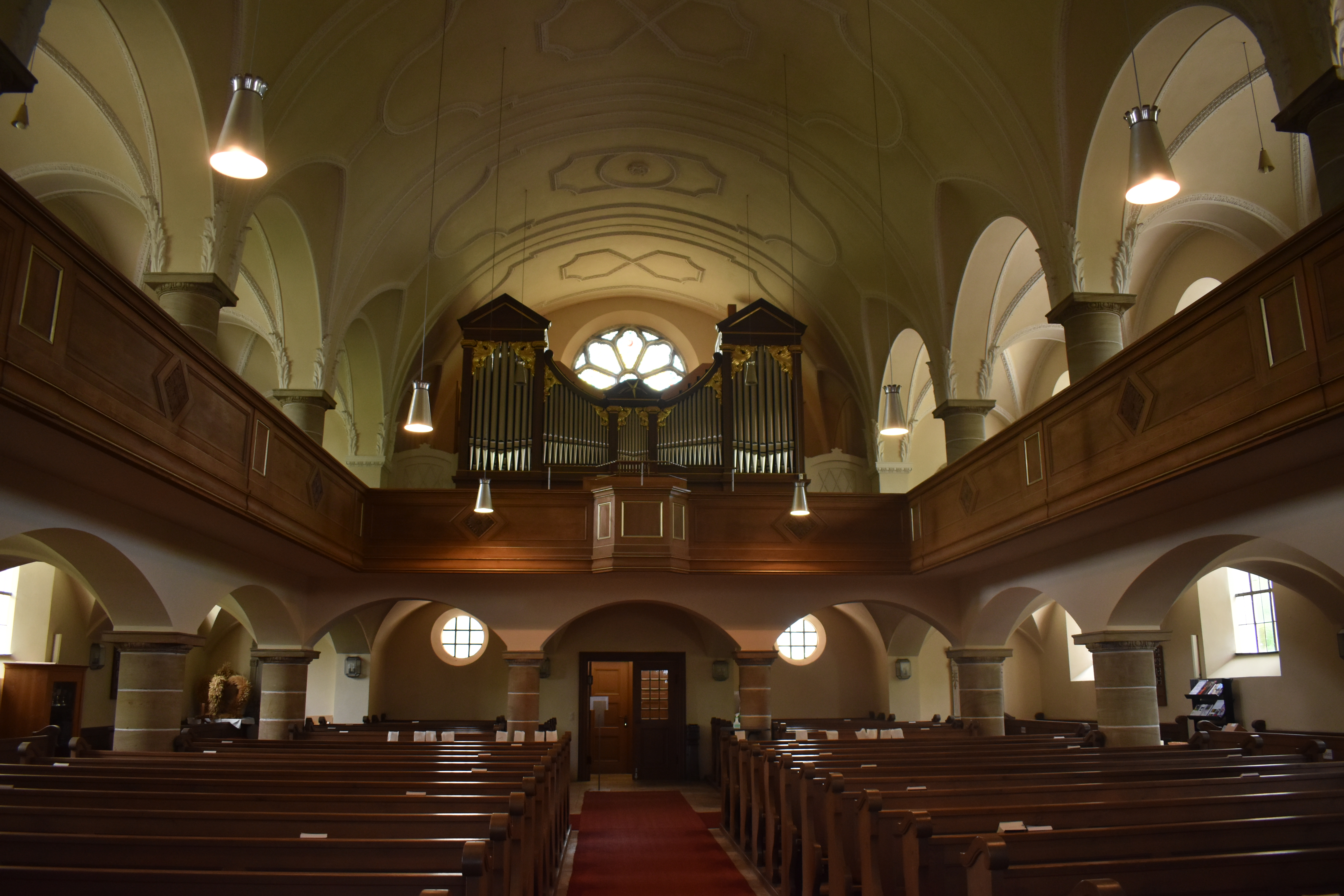
Orgel

Die bisherige Orgel wurde 1922 von der Firma Wilhelm Holländer (Feuchtwangen) erbaut. Sie besaß 30 Register verteilt auf zwei Manuale und Pedal. Nachdem dieses Instrument seit einigen Jahren große Mängel aufgewiesen hatte, wurde eine neue Orgel bei der Fa. Rensch (Lauffen/Neckar) in Auftrag gegeben. Der Abbau des alten Werks begann im Dezember 2010. Das neue Werk (op. 264) wurde am 6. November 2011 eingeweiht.
| I Hauptwerk     |        |     |
| Bourdun         | 16′    | (V) |
| Principal       | 08′    |     |
| Harmonieflöte 0 | 08′    | (V) |
| Gamba           | 08′    |     |
| Octave          | 04′    |     |
| Flöte           | 04′    |     |
| Quinte          | 02 ⁄3′ |     |
| Octave          | 02′    |     |
| Mixtur IV       | 01 ⁄3′ |     |
| Trompete        | 08′    |     |
|                 |        |     |

| II Schwellwerk          |        |     |
| Wienerflöte             | 8′     | (V) |
| Salizional              | 8′     | (V) |
| Vox coelestis (ab c0) 0 | 8′     |     |
| Gedeckt                 | 8′     | (V) |
| Principal               | 4′     |     |
| Traversflöte            | 4′     |     |
| Flautino                | 2′     |     |
| Terz                    | 1 3⁄5′ |     |
| Mixtur IV               | 2′     |     |
| Oboe                    | 8′     |     |
| Tremulant               |        |     |

| Pedal        |     |     |
| Contrabass 0 | 16′ | (V) |
| Subbass      | 16′ | (V) |
| Octavbass    | 08′ |     |
| Cello        | 08′ |     |
| Octave       | 04′ |     |
| Posaune      | 16′ |     |
| Trompete     | 08′ |     |

- Anmerkung

(V) = Register aus der Vorgängerorgel

## Glocken
Das Geläute der Johanniskirche besteht aus 4 Bronzeglocken. Gemeinsam mit dem hierzu disponierten kleineren Geläute der Katharinenkirche – nur 150 m entfernt – bilden sie ein 9-stimmiges umfangreiches Geläute, das für einen Marktflecken eine Besonderheit darstellt.
Geläut der Johanniskirche Bechhofenⓘ
Die vier Bronzeglocken der Johanniskirche erklingen bei der Tonaufnahme in absteigender Reihenfolge bis zum vollen Geläut.

### Glocken der Johanniskirche
| Nr. | Name                          | Gussjahr | Gießer, Gussort            | Gewicht (kg) | Durchmesser (cm) | Nominal | Inschrift | Bildnis                                     |
| --- | ----------------------------- | -------- | -------------------------- | ------------ | ---------------- | ------- | --- | ------------------------------------------- |
| 1   | Martin-Luther-Glocke          | 1954     | Gebhard, Kempten           | 1.600        | 147              | cis1    | „Ein feste Burg ist unser Gott“ |                                             |
| 2   | Johannesglocke                | 1972     | Glockengießerei Heidelberg | 1.050        | 121              | e1      | „Verbum caro factum est, alleluja, et inhabitavit in nobis, alleluja. St. Johannes, Evangelist bin ich genannt, Gottes Ruf trag ich ins Land. Ich läute Leid, ich läute Freud, ich läute Zeit und Ewigkeit.“ | St. Johannes Evangelist mit Adler           |
| 3   | Erzengel-/Verkündigungsglocke | 1972     | Glockengießerei Heidelberg | 750          | 107              | fis1    | „Siehe, ich verkündige Euch große Freude. Ehre sei Gott in der Höhe, und Friede auf Erden den Menschen ein Wohlgefallen.“                                                                                    | Verkündigung des Erzengels Gabriel an Maria |
| 4   | Taufglocke                    | 1972     | Glockengießerei Heidelberg | 600          | 97               | gis1    | „Ein Herr * Ein Glaube * Eine Taufe – Ich will dich erheben, mein Gott, du König, und deinen Namen loben immer und ewiglich.“                                                                                | Darstellung Jesu im Tempel                  |

### Glocken der Katharinenkirche
| Nr. | Name                    | Gussjahr | Gießer, Gussort             | Gewicht (kg) | Durchmesser (cm) | Nominal | Inschrift | Bildnis                                  |
| --- | ----------------------- | -------- | --------------------------- | ------------ | ---------------- | ------- | --- | ---------------------------------------- |
| 1   | Dominica/Christusglocke | 1970     | F. W. Schilling, Heidelberg | 460          | 91               | a1      | „O Rex Gloriae, Christe, veni cum pace. Alle, die gefallen in Meer und Land, sind gefallen in Gottes Hand. Alle, die starben im weiten Feld, sind auf seine Gnade gestellt. Alle, die weinen in dunkler Nacht, sind von seiner Güte bewacht.“ | Kreuzigungsgruppe                        |
| 2   | Marktglocke             | 1970     | F. W. Schilling, Heidelberg | 359          | 81               | h1      | „Beschütz uns Herr vor Not. Gib uns das täglich Brot. Hilf uns halten dein GEbot. Die 7 Markttage Bechhofens: Lichtmeß, Judica, Exaudi, St. Peter und Paul, St. Bartholomäus, St. Gallus, St. Wunibald.“                                      | Wappen von Bechhofen mit vier Pechwalzen |
| 3   | St.-Katharinen-Glocke   | 1970     | F. W. Schilling, Heidelberg | 314          | 76               | cis2    | „St. Katharina heiß ich, zu Gottes Ehren läut ich.“ | Märtyrerin Katharina von Alexandrien     |
| 4   | St. Johannes der Täufer | 1970     | F. W. Schilling, Heidelberg | 258          | 71               | e2      | „Ich bin die Stimme eines Predigers. Bereitet dem Herrn den Weg.“ | Johannes der Täufer                      |
| 5   | Engelsglocke            | 1970     | F. W. Schilling, Heidelberg | 184          | 63               | fis2    | „Ihr Engel dort droben, helft uns Gott loben“ | Kranz lobpreisender Engel                |